# Srebrny wiek

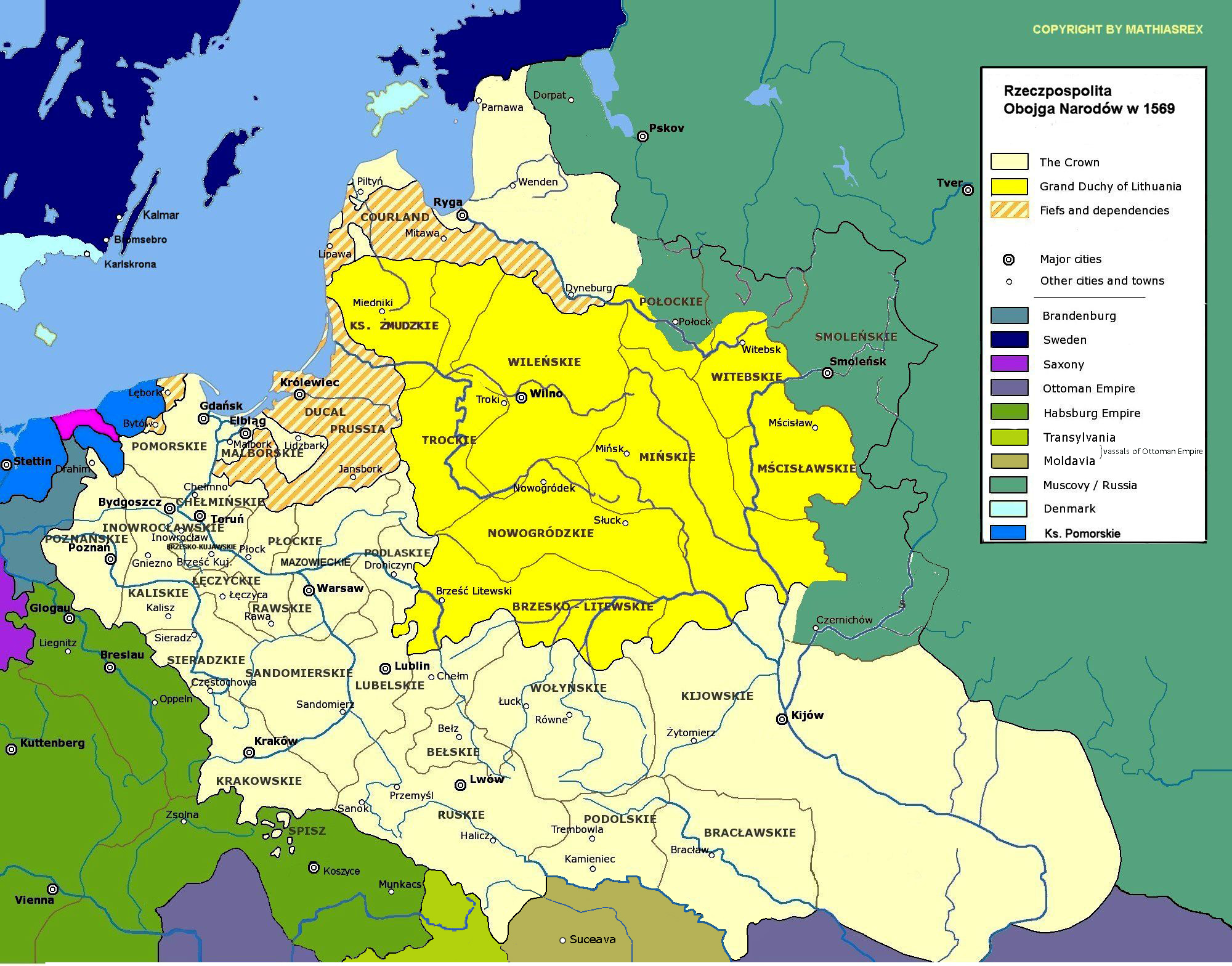
Polska w 1569 roku

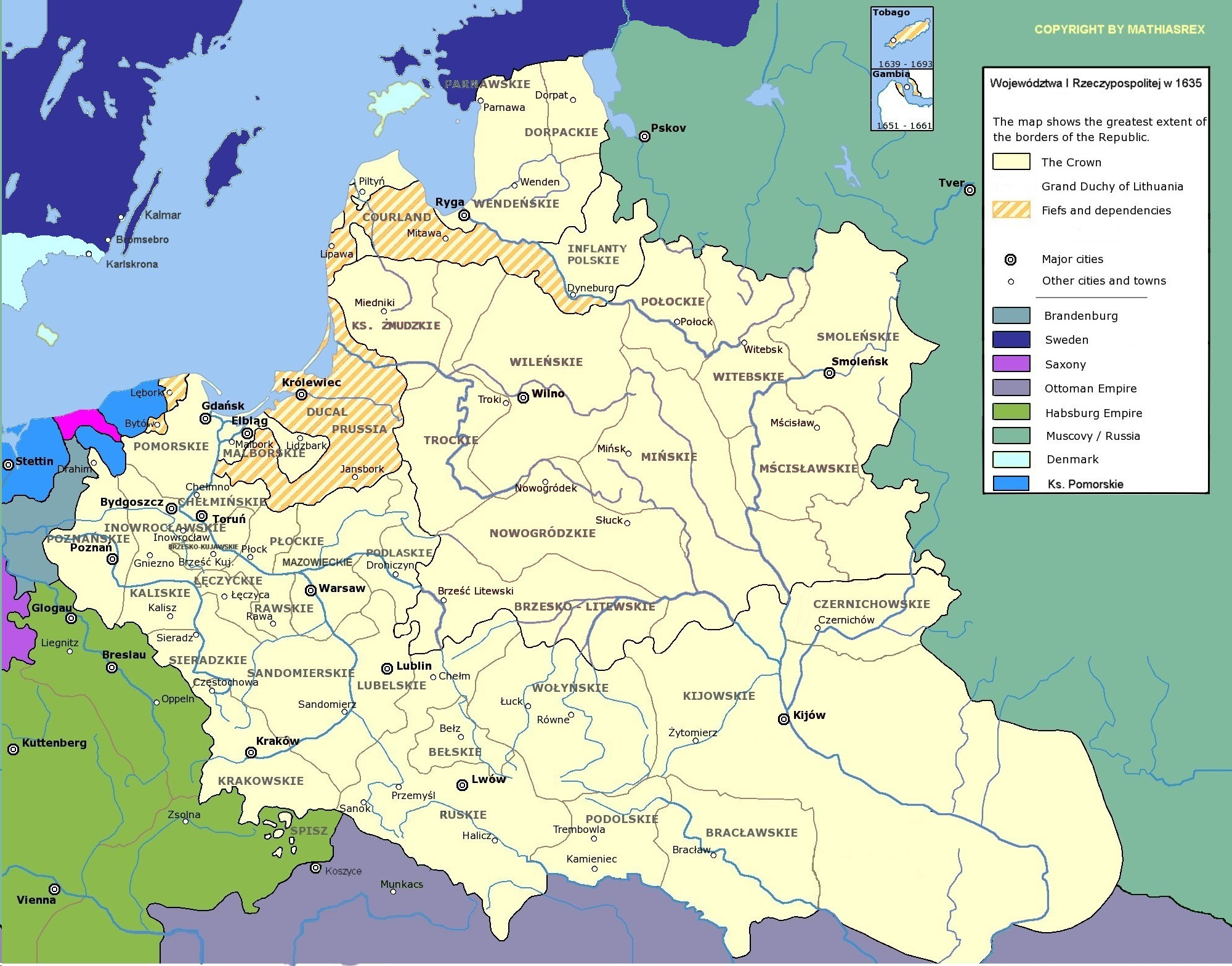
Polska w 1635 roku

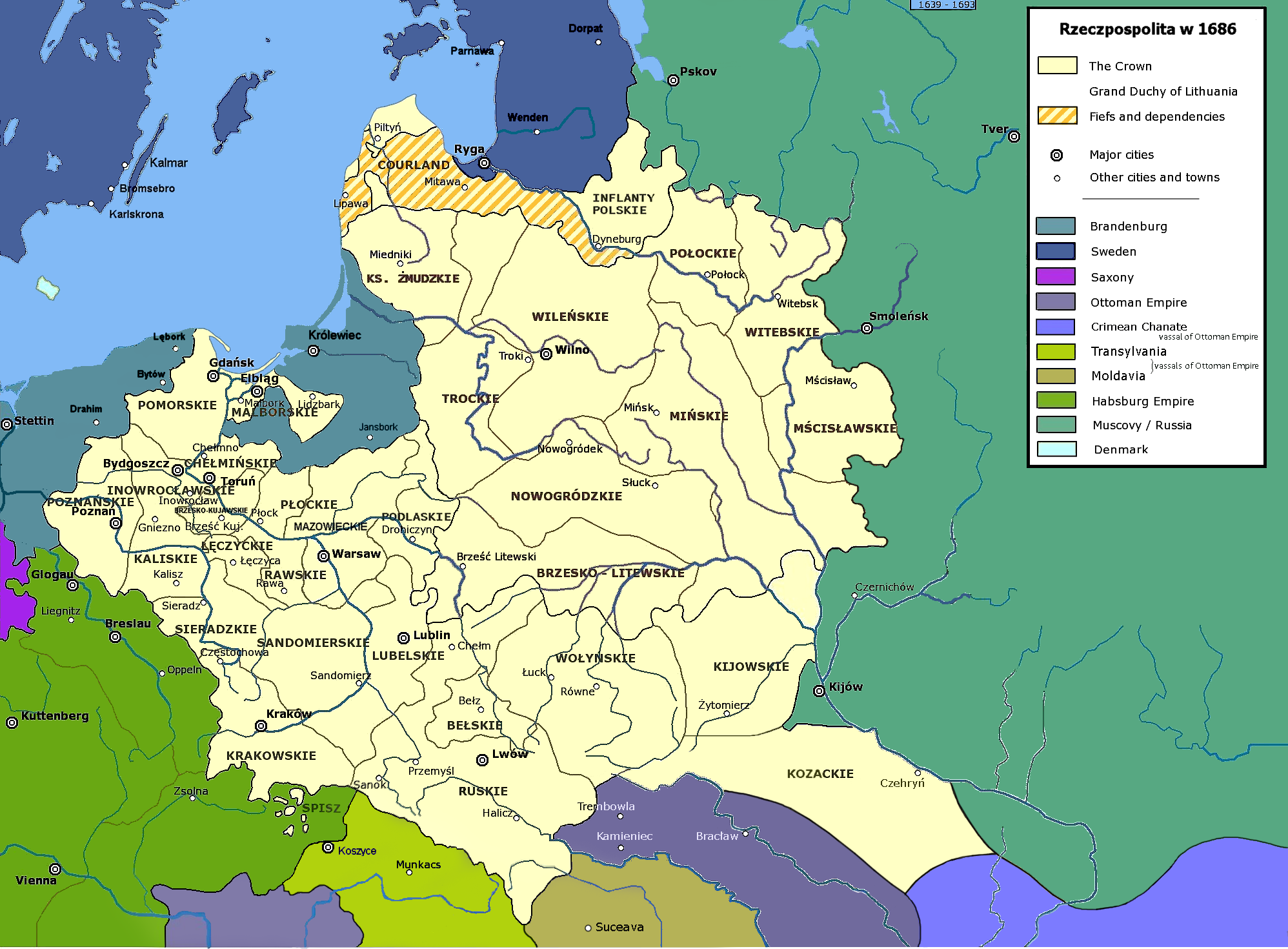
Polska w 1686 roku

Srebrny wiek − określenie epoki w historii Polski, obejmującej znaczną część XVII wieku.
Pojęcie „srebrnego wieku” powstało w nawiązaniu do „złotego wieku”, obejmującego panowanie ostatnich Jagiellonów w wieku XVI.
Wychodząca ze złotego i wkraczająca w srebrny wiek Rzeczpospolita miała silną pozycję na arenie międzynarodowej, co było skutkiem dotychczasowej potęgi gospodarczej oraz siły militarnej. Jednak liczne wojny toczone w wieku XVII na praktycznie wszystkich granicach, kolejno ze Szwecją (wojny polsko-szwedzkie), imperium osmańskim (wojny polsko-tureckie) i Rosją (wojny polsko-rosyjskie) oraz powstanie kozackie przyczyniły się do stopniowego upadku siły kraju i autorytetu międzynarodowego; miało to swoją przyczynę w ruinie gospodarczej spowodowanej kolejnymi wojnami. Liczne wojny toczone na całym terytorium państwa przyczyniły się do całkowitego upadku handlu, będącego źródłem bogactwa państwa i szlachty, a w konsekwencji spadku poziomu życia i zubożenia społeczeństwa.
Okres ten charakteryzuje się także upadkiem tolerancji religijnej, izolacjonizmem oraz rozwojem charakterystycznej kultury sarmackiej. Niereformowany ustrój demokracji szlacheckiej, wobec rozwoju absolutyzmu w krajach ościennych, przyczynił się do paraliżu kraju i w konsekwencji do jego powolnego upadku pod kolejnymi ciosami w epoce saskiej.
Do srebrnego wieku zalicza się okres od objęcia tronu przez Wazów w 1587 roku do śmierci Jana III Sobieskiego w 1696 roku.

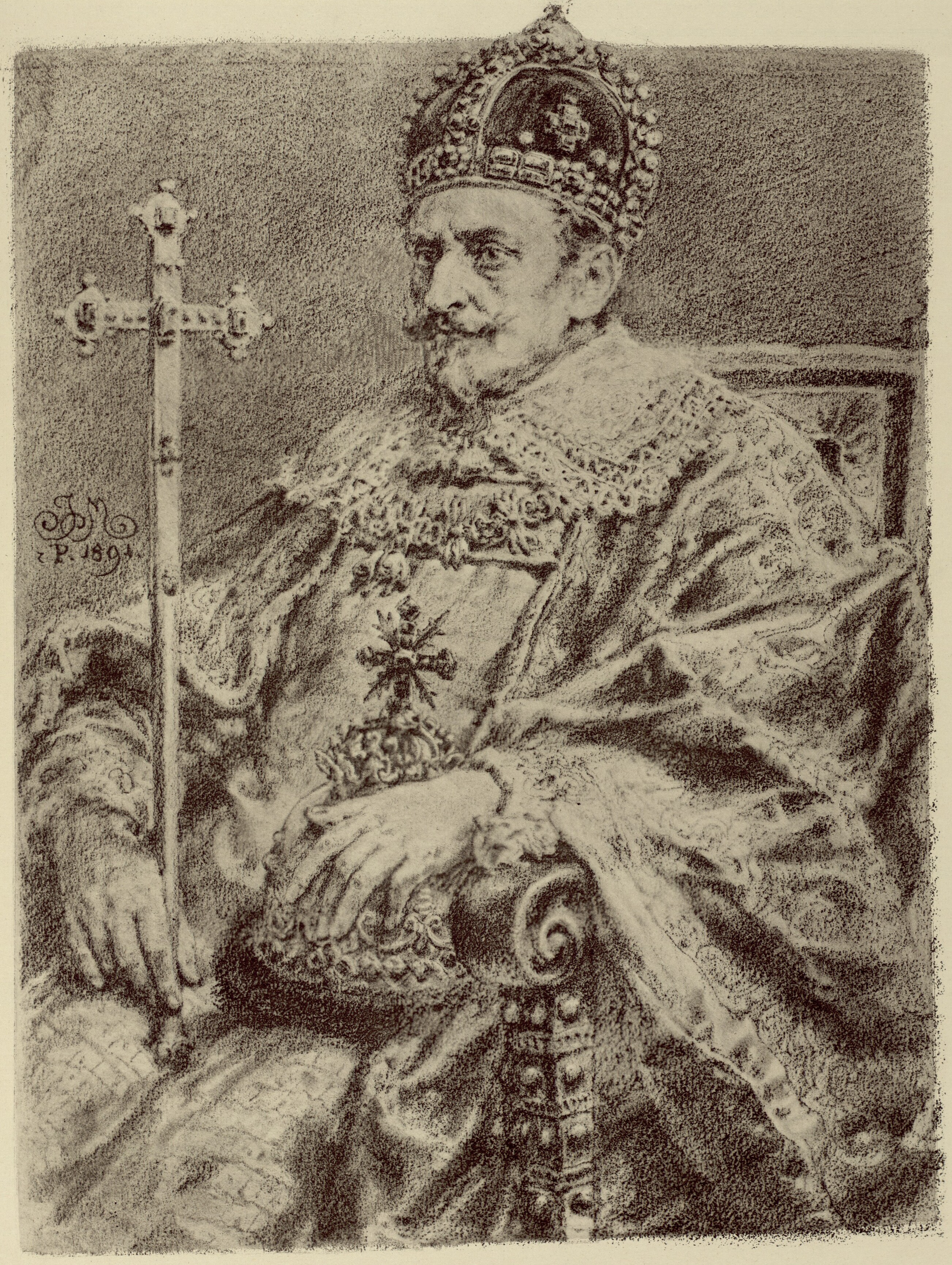
Zygmunt III Waza
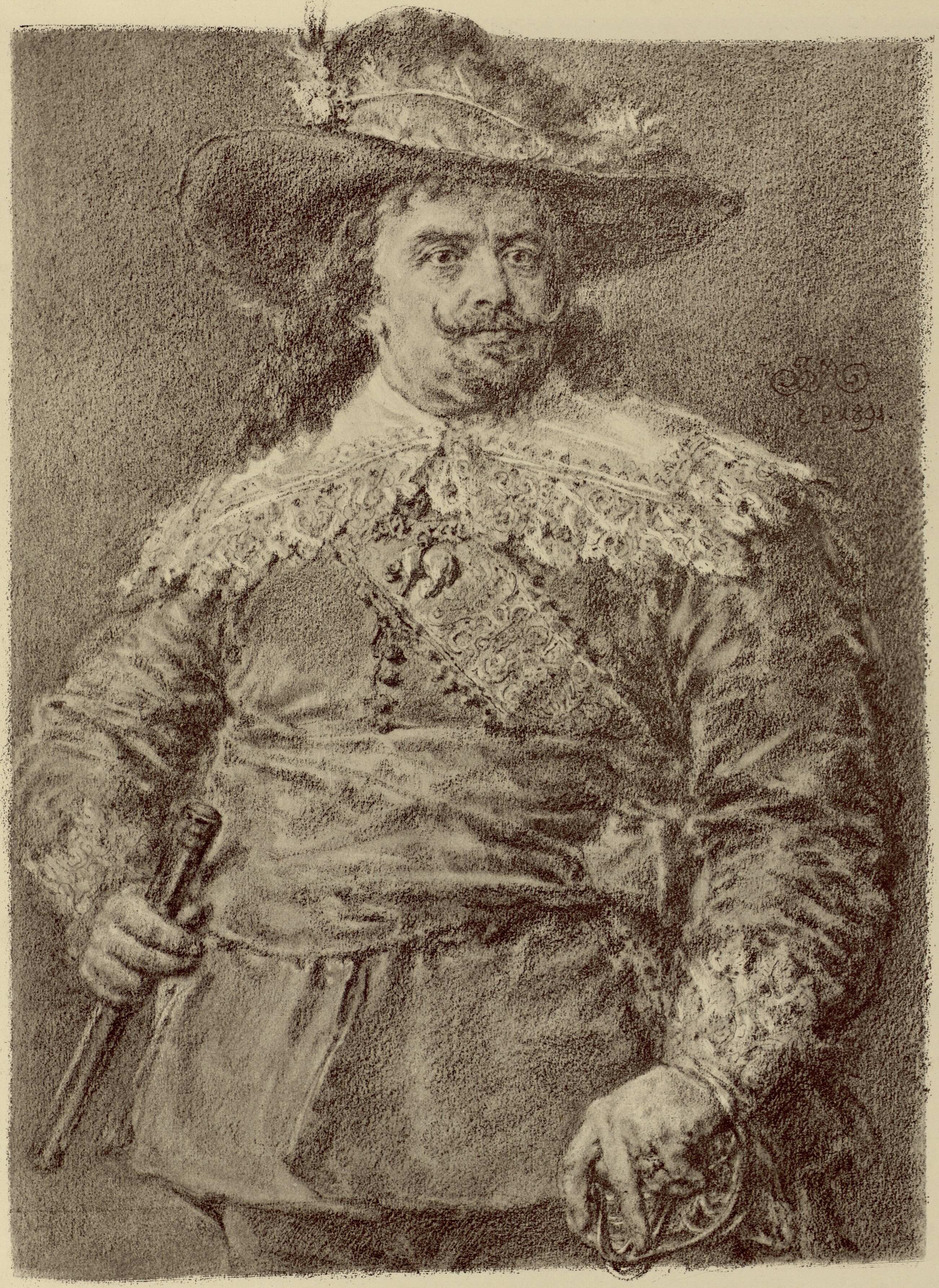
Władysław IV Waza
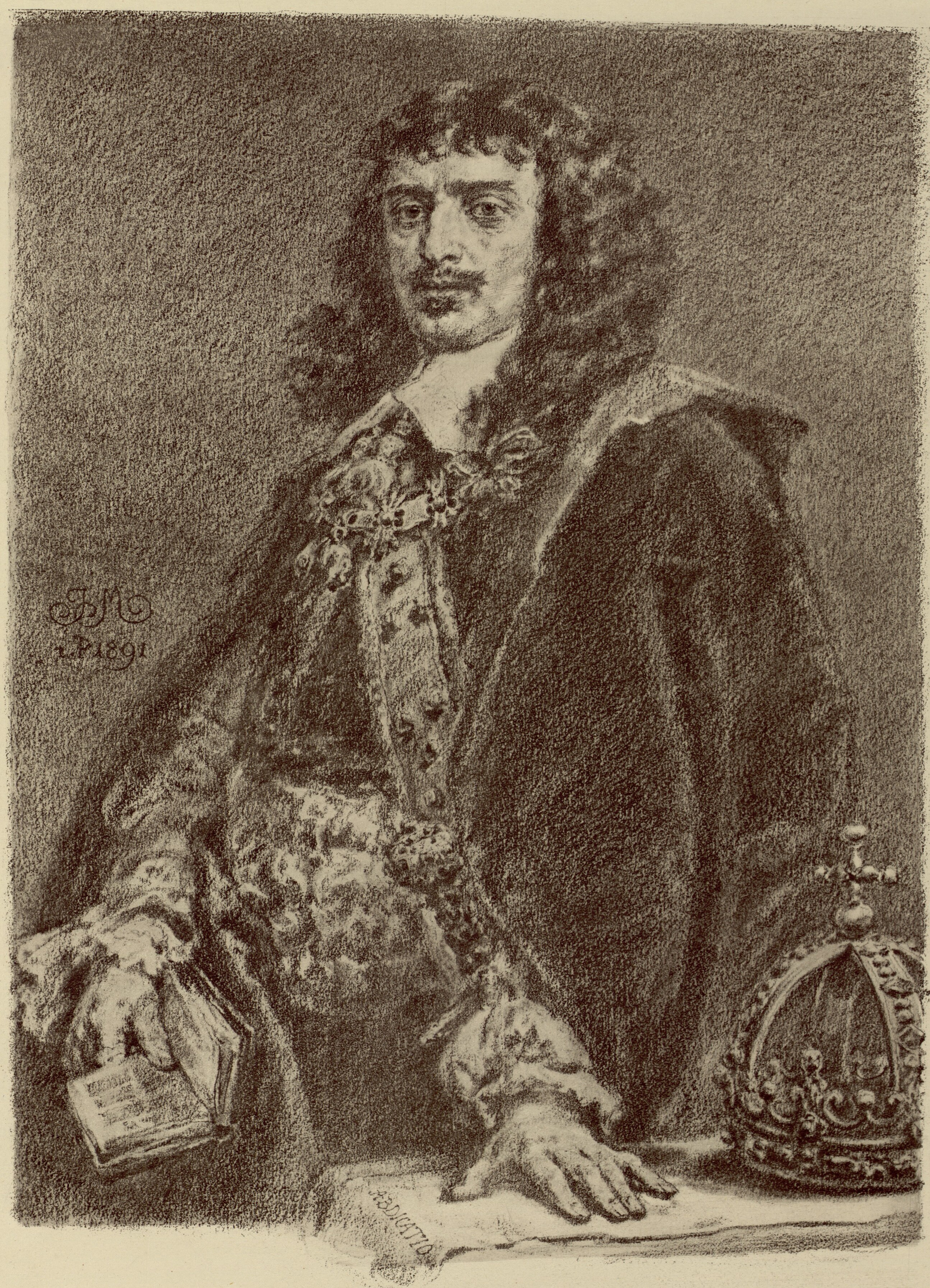
Jan II Kazimierz Waza
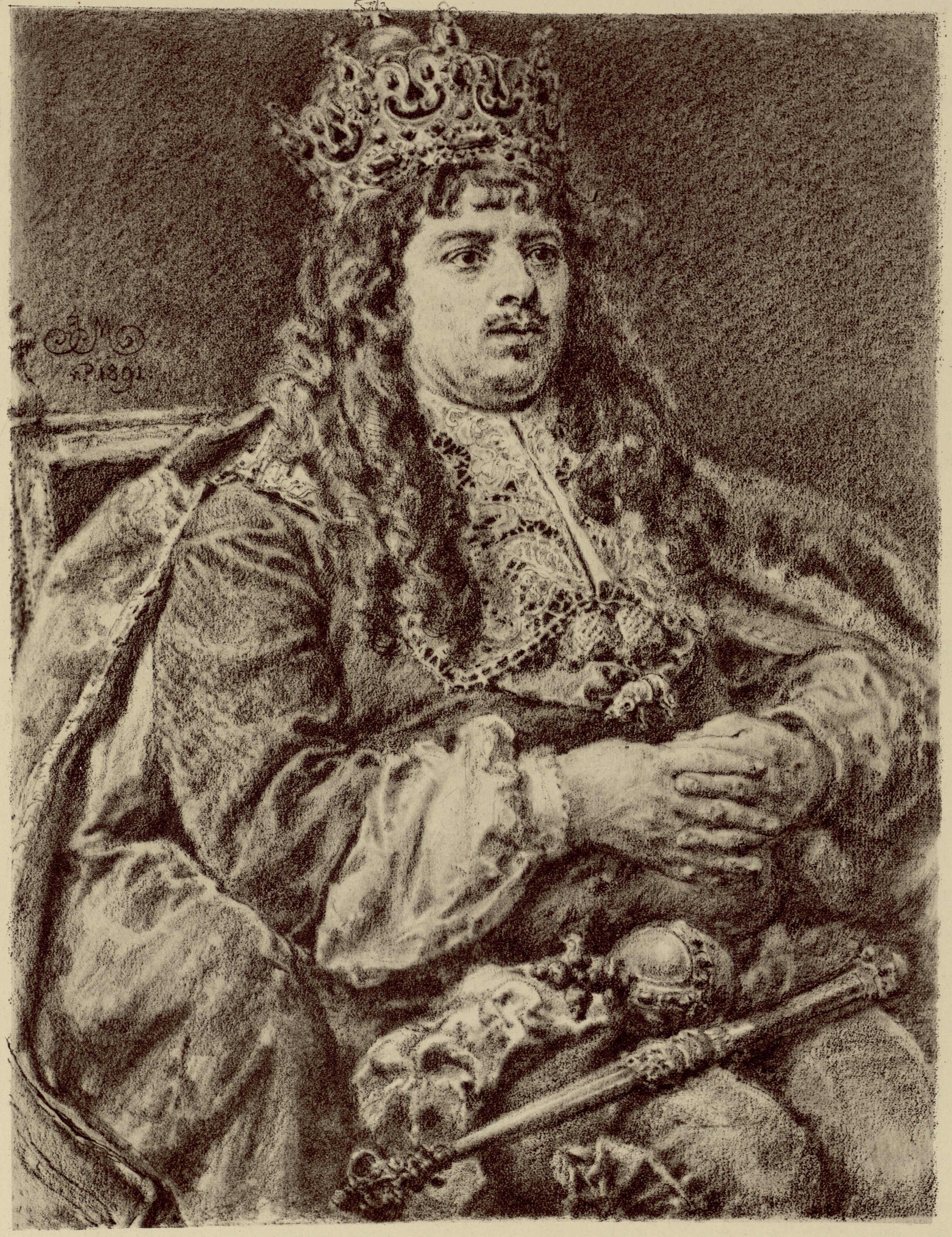
Michał Korybut Wiśniowiecki
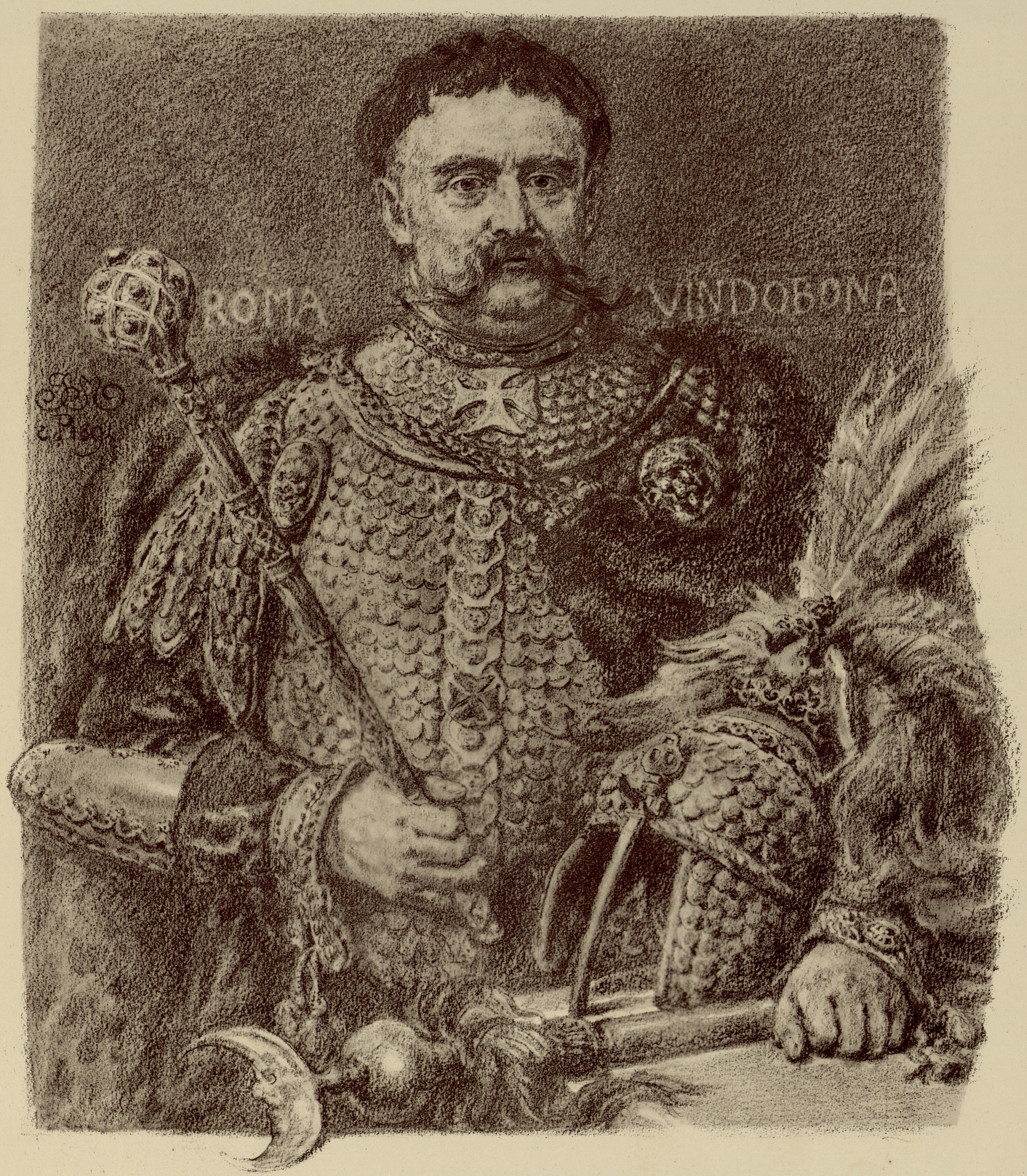
Jan III Sobieski